# Jemilčynský rajón
Jemilčynský rajón (ukrajinsky Ємільчинський район) byl rajón v Žytomyrské oblasti na Ukrajině. Hlavním městem bylo Jemilčyne a rajón měl přibližně 33 tisíc obyvatel. 

## Sídla v rajónu
- Jablunec
- Jemilčyne